# Marc Sergeant
Marc Sergeant (Aalst, 16 agosto 1959) è un dirigente sportivo ed ex ciclista su strada belga, professionista dal 1981 al 1996 e dal 2003 al 2021 team manager della Lotto Soudal, squadra World Tour.

## Carriera
Dopo aver rappresentato il Belgio nella cronosquadre dei Giochi olimpici 1980 a Mosca, e aver vinto un titolo nazionale tra i dilettanti, passò professionista nel settembre 1981, all'età di ventidue anni, tra le file della Boule d'Or-Sunair di Guillaume Driessens, ex ds di Rik Van Looy, Eddy Merckx e Freddy Maertens.
Nelle quindici stagioni corse da pro ottenne alcuni successi di rilievo, come il campionato nazionale belga nel 1986 e la tappa di Strasburgo, vinta in solitaria, al Tour de France 1987 (prese il via a dodici edizioni della Grande Boucle). Specialista delle corse di un giorno, fu più volte piazzato nei dieci alla Parigi-Roubaix, al Giro delle Fiandre – terzo nel 1983, quarto nel 1993 – e all'Amstel Gold Race; con la selezione belga dei professionisti prese peraltro parte a sette campionati del mondo su strada.
Ritiratosi dall'attività al termine dell'annata 1996, a partire dal 1999 per oltre due decenni ricopre regolarmente l'incarico di direttore sportivo presso alcune importanti squadre professionistiche. Fino al 2002 collabora con il connazionale Patrick Lefevere, prima alla Mapei-Quick Step e poi alla Domo-Farm Frites; dal 2003 al 2021 è quindi nello staff tecnico del team Lotto, dirigendo atleti come Peter Van Petegem, Robbie McEwen, Cadel Evans, Philippe Gilbert, André Greipel e Caleb Ewan.

## Palmarès
- 1980 (Dilettanti)

Prologo Ronde van Limburg B
4ª tappa Tour du Hainaut Occidental
- 1981 (Dilettanti)

Campionati belgi, Prova in linea Dilettanti
Trofee Het Volk
- 1982

3ª tappa Ruta del Sol
Classifica generale Ruta del Sol
5ª tappa, 2ª semitappa, Quatre Jours de Dunkerque
- 1984

5ª tappa Tour de Suisse
- 1986

3ª tappa Étoile de Bessèges
Campionati belgi, Prova in linea
- 1987

4ª tappa Tour de France
2ª tappa Ronde van Nederland
- 1988

1ª prova Subida a Arrate
6ª tappa Ronde van Nederland
Druivenkoers

## Piazzamenti

### Grandi Giri
- Giro d'Italia

1983: 32º
- Tour de France

1984: 48º
1985: 59º
1986: ritirato (17ª tappa)
1987: ritirato (19ª tappa)
1988: 33º
1989: 61º
1990: 62º
1991: 81º
1992: 66º
1993: 69º
1994: ritirato (20ª tappa)
1995: non partito (4ª tappa)

### Classiche monumento
- Milano-Sanremo

1982: 60º
1983: 14º
1984: 34º
1985: 24º
1986: 21º
1987: 13º
1988: 24º
1991: 54º
1992: 67º
1993: 14º
1994: 122º
1996: 106º
- Giro delle Fiandre

1982: 9º
1983: 3º
1986: 40º
1987: 5º
1988: 6º
1989: 6º
1990: 23º
1991: 10º
1992: 15º
1993: 4º
1994: 8º
1995: 17º
1996: 37º
- Parigi-Roubaix

1982: 7º
1985: 23º
1986: 7º
1987: 7º
1988: 5º
1990: 40º
1991: 8º
1992: 21º
1993: 7º
1995: 25º
- Liegi-Bastogne-Liegi

1983: 13º
1985: 24º
1986: 6º
1989: 51º
1990: 107º

### Competizioni mondiali
- Campionati del mondo

Praga 1981 - In linea Dilettanti: 21º
Altenrhein 1983 - In linea Professionisti: ritirato
Giavera del Montello 1985 - In linea Professionisti: ritirato
Colorado Springs 1986 - In linea Professionisti: 16º
Villach 1987 - In linea Professionisti: 19º
Ronse 1988 - In linea Professionisti: 29º
Benidorm 1992 - In linea Professionisti: ritirato
Oslo 1993 - In linea Professionisti: ritirato
- Giochi olimpici[1]

Mosca 1980 - Cronosquadre: 16º